# The Revenge of Shinobi (jeu vidéo, 1989)
Pour le jeu vidéo sur Game Boy Advance, voir The Revenge of Shinobi (jeu vidéo, 2002).
The Revenge of Shinobi (ザ・スーパー・忍, Za Sūpā Shinobi, The Super Shinobi) est un jeu vidéo d'action développé par Team Shinobi et édité par Sega, sorti en 1989 sur Mega Drive et borne d'arcade. Il a été réédité sur Dreamcast.
Il s'agit de la suite de Shinobi, sorti en 1987, et du second épisode de la série Shinobi.

## Système de jeu
Le joueur incarne le maître ninja Joe Musashi qui doit sauver Naoko, sa fiancée kidnappée par le criminel Neo Zeed. Le jeu se déroule à travers huit environnements tels qu'une forêt japonaise, une forteresse sous-marine ou des bases militaires américaines.
Le gameplay de The Revenge of Shinobi utilise 3 boutons permettant autant d'actions différentes : sauter / frapper-lancer de shuriken / invocation-magie. Le jeu se situant entre action et plate-forme il est toujours possible de lancer des shuriken à distance, de frapper ses adversaires à proximité à l'aide d'un katana ou d'un coup de pied, et devient possible d'exécuter des doubles sauts qui, combinés au bouton de frappe, permettent l'envoi d'une salve de shuriken (attention, cette pratique consomme énormément de projectiles). À l'aide de son Katana, le ninja pourra aussi bloquer les shurikens ennemis. Mais tout cela ne serait rien sans les fameuses magies dont bénéficie le héros, il peut se désintégrer (il perd une vie dans ce cas) tout en éliminant les ennemis alors présents sur le tableau, il peut devenir insensible a quatre assauts ennemis, il a aussi la possibilité d'exécuter des sauts immenses (ce sort reste activé jusqu'à la mort du héros et/ou la fin du niveau) et enfin il peut invoquer un dragon de flammes qui fera souffrir ses ennemis.

## Les versions du jeu
Il existe différentes versions officielles du jeu dans lesquelles le joueur peut croiser le chemin de personnages connus comme « Batman », « Godzilla », « Spider-man » (dont le nom est mentionné au début du jeu), « Rambo » et « Terminator ». Certains sprites ont été modifiés dans la version définitive à la suite, semblerait-il, d'une non-obtention des droits d'exploitation des personnages. L'homme araignée et "Terminator" restent cependant présents mais sous un autre nom...

## Accueil
| The Revenge of Shinobi |      |       |
| Média                  | Nat. | Notes |
| Dragon Magazine        | US   | 5/5   |